# Direction territoriale de la Police nationale
En France, une direction territoriale de la Police nationale (DTPN) est une administration déconcentrée de la Police nationale présente dans certains territoires de la France d'outre-mer. L'objectif est de constituer un service unique pour l'ensemble des missions de la Police dans ces territoires.

## Histoire
Les trois premières DTPN sont créées à compter du 1er janvier 2020 par le décret no 2019-1475 du 27 décembre 2019 portant création et organisation des directions territoriales de la police nationale. Elles sont alors instituées dans trois territoires  : la Guyane, Mayotte et la Nouvelle-Calédonie. 
À compter du 1er janvier 2022, quatre nouvelles DTPN viennent s'y ajouter en vertu du décret no 2021-1876 du 29 décembre 2021. Elles sont alors créées en Guadeloupe, en Martinique, à la Réunion et en Polynésie française. 

## Implantations
Depuis le 1er janvier 2022, les directions territoriales sont au nombre de sept. Chacune couvre le territoire du département ou de la collectivité où elle est implantée. Toutefois, la DTPN de Nouvelle-Calédonie exerce aussi certaines de ses missions, notamment celles de la police aux frontières, à Wallis-et-Futuna. La DTPN de la Guadeloupe gère aussi la police judiciaire et le renseignement territorial pour Saint-Barthélemy et Saint-Martin, ainsi que la police aux frontières pour Saint-Martin.

## Organisation
Le directeur territorial de la Police nationale fait partie du corps de conception et de direction de la police nationale. Il est placé sous l'autorité du représentant de l'État dans la collectivité. Toutefois, il dépend de l'autorité judiciaire pour les missions de police judiciaire. 
Chaque direction territoriale comprend : 
- un état-major ;
- un service de gestion des ressources ;
- un service territorial de sécurité publique ;
- un service du renseignement territorial ;
- un service territorial de police judiciaire ;
- un service territorial de police aux frontières ;
- un service territorial du recrutement et de la formation.

Elle peut aussi comprendre un groupe de recherche, assistance, intervention et dissuasion (RAID). 